# Gilbert Lalonde
Pour les articles homonymes, voir Lalonde.
Gilbert Lalonde, né le 12 juillet 1924 à Rivière Beaudette et mort le 14 septembre 1993 à Laval, est un entrepreneur, constructeur d'habitation et homme politique québécois.

## Biographie

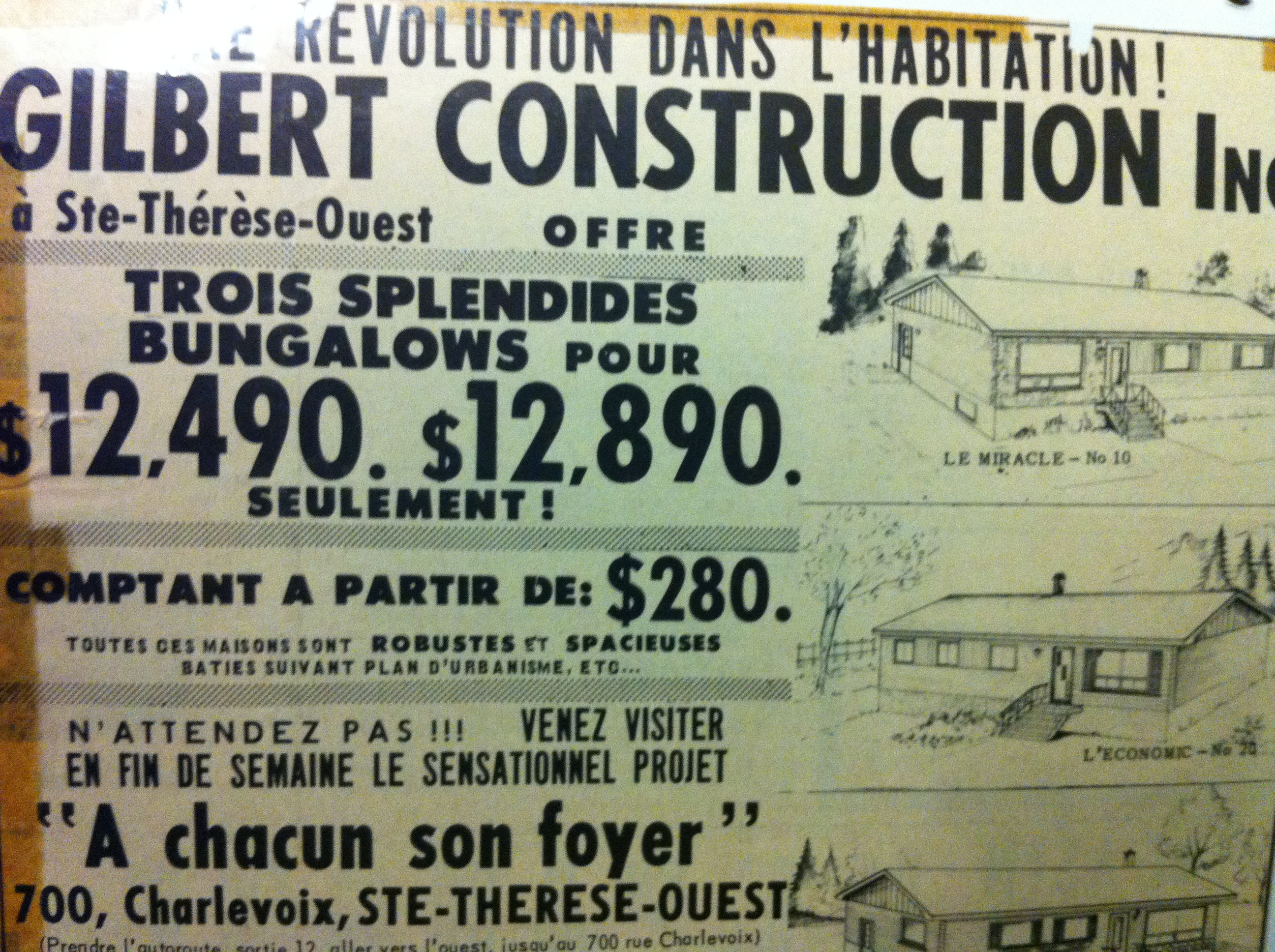
Les constructions de Fabreville

Un des premiers à s'installer à Fabreville à Laval, il y construit plus de 350 habitations avec sa firme Gilbert Construction Inc. Il érige au centre du quartier le centre commercial Gilbert au 3141 Boulevard Dagenais Ouest, contenant plusieurs magasins dont la Papeterie Gilbert toujours en activité.
Gilbert Lalonde entama sa carrière politique avec le maire Jacques Tétreault en devenant conseiller municipal pour le quartier St-Rose (siège Fabreville) sous la bannière du parti politique Alliance démocratique Laval le 2 novembre 1969. Ayant eu sept filles, il nomma plusieurs des rues de Fabreville en leur nom: Lisette, Gisèle, Suzanne, Diane, Carole, Élaine et Louise.